# Monterosso Calabro

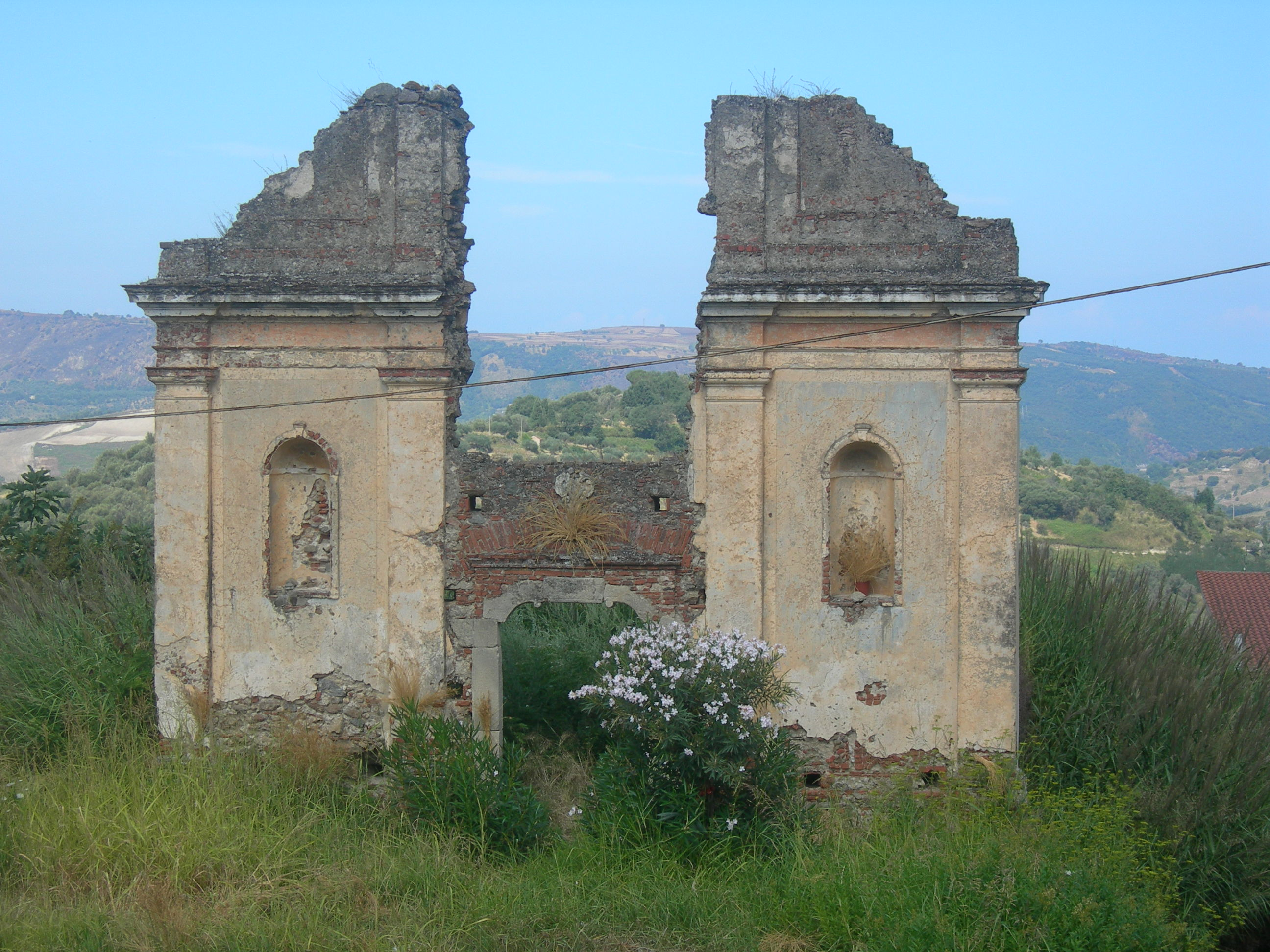
Ruderi Chiesa dell'Addolorata (Condolima)

Monterosso Calabro (Munturùssu in calabrese) è un comune italiano di 1 452 abitanti della provincia di Vibo Valentia in Calabria. Il territorio si estende da un'altezza di 39 m fino a circa 989 m sul livello del mare. Fa parte della Comunità montana Serre Calabre.

## Geografia fisica

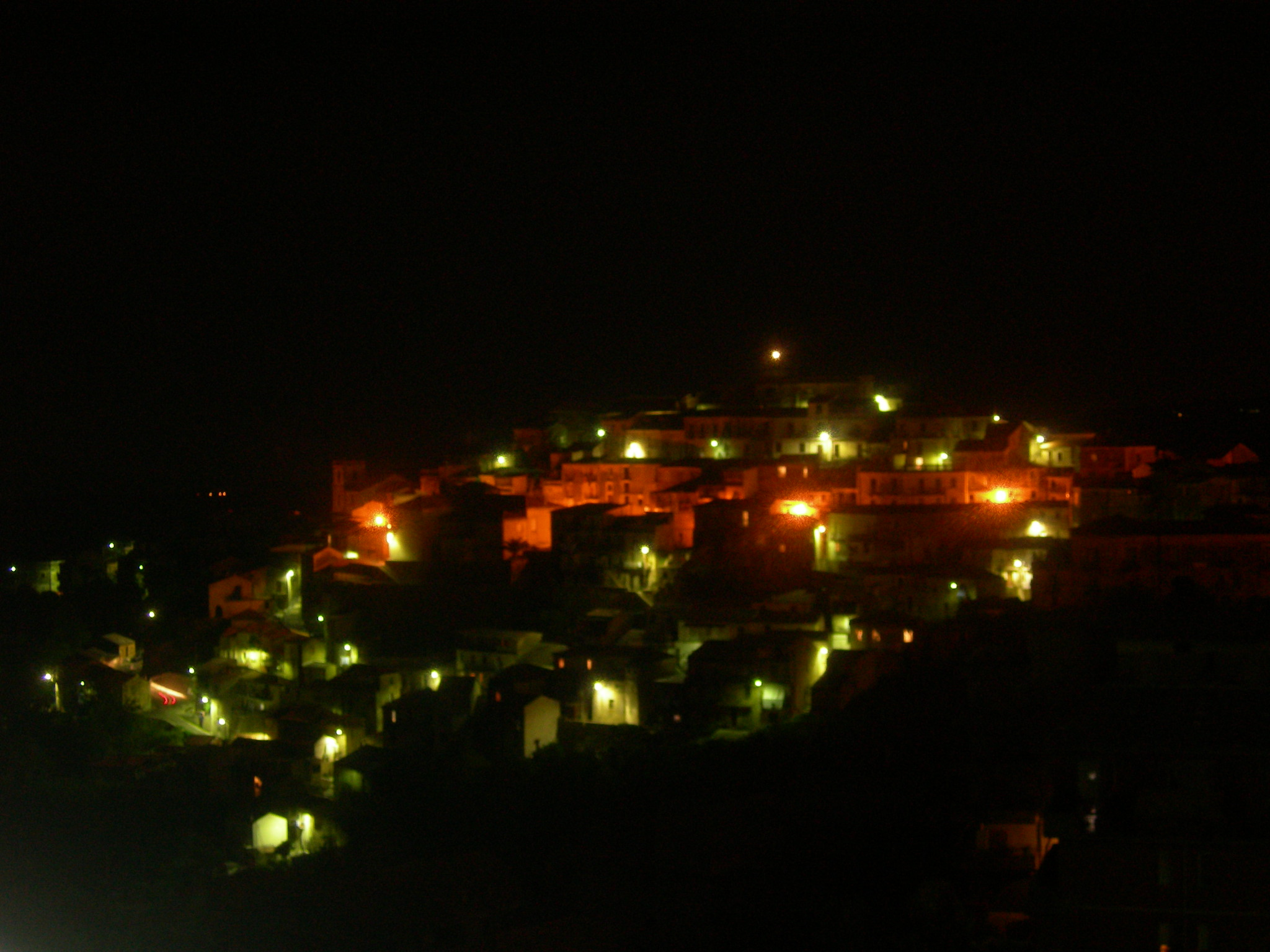
Panorama notturno

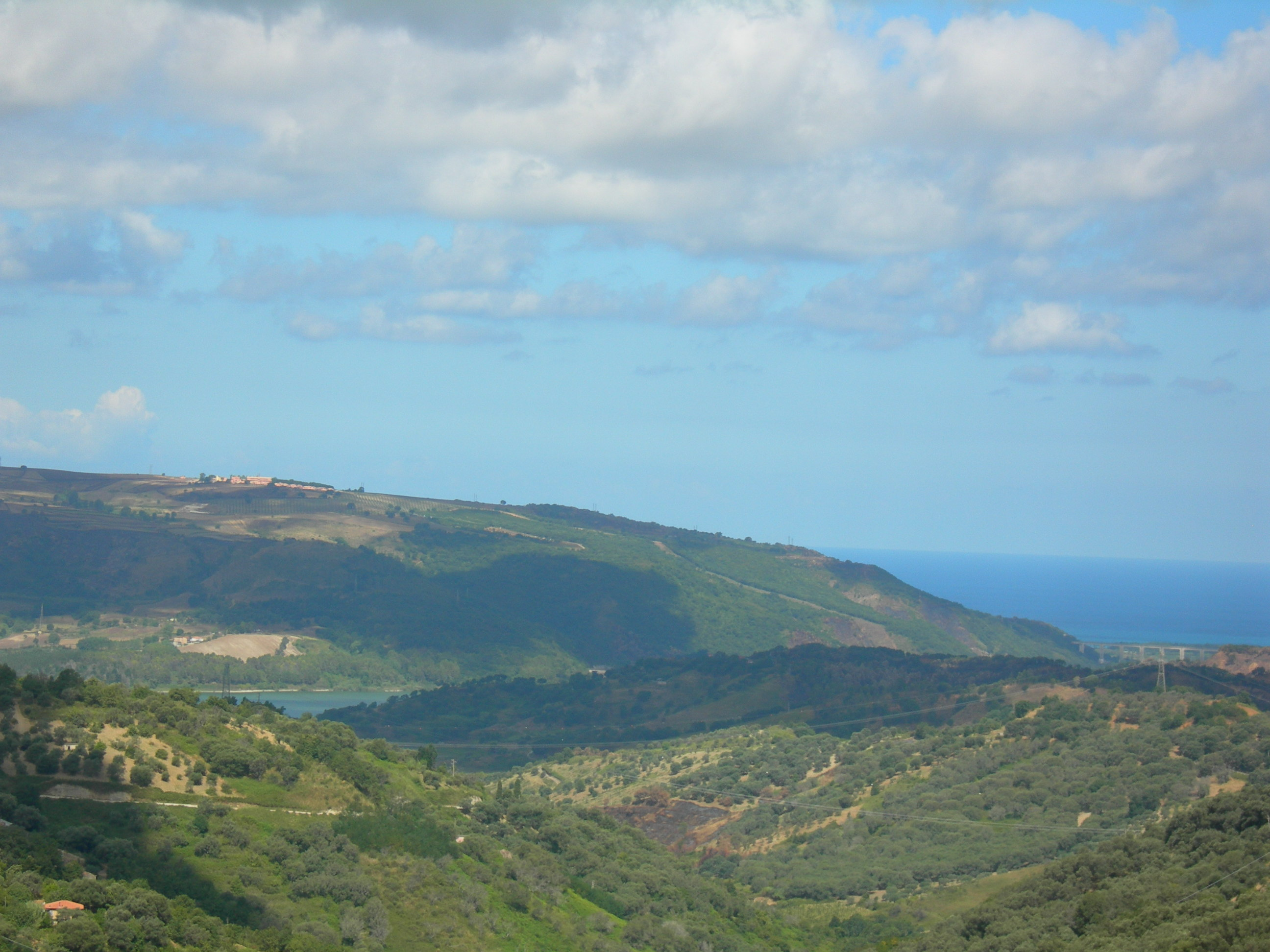
Lago Angitola e Golfo di Sant'Eufemia visti da Monterosso Calabro

È posto nelle Serre calabresi alle pendici del monte Coppari (951 m s.l.m.); la parte storica del paese si estende su una collina, la zona residenziale e moderna ai piedi del monte.
Nel territorio di Monterosso Calabro ricade una gran parte del Lago Angitola, bacino artificiale creato da una diga di sbarramento dell'omonimo fiume.
L'area è oasi protetta del WWF e dà ospitalità a molte particolari specie arboree (Salice bianco, Pino d'Aleppo, Ontano nero) e faunistiche (Gorgiera marrone, Falco pescatore, anatre e aironi).

## Origini del nome
Il nome "Monterosso" si dovrebbe, tuttavia, al particolare riflesso rossastro che assume la collina durante le ore che precedono il tramonto del sole (Mons Ruber).

## Storia
Non si hanno notizie certe sulla fondazione del villaggio. A quanto sembra, tuttavia, già in epoca normanna (XI-XII sec.) esisteva la torre di avvistamento, nota come Rocca Capana (questo fu secondo alcuni il primo nome del borgo).
Facente parte del feudo di Castelmonardo, appartenne ai Ruffo di Calabria Conti di Catanzaro e, dopo due brevi periodi di autonomia da feudatario nel corso del '400, entrò in possesso del milanese Antonio Trezze (o delle Trezze) che lo aveva comprato dai De Nobili. 
Da questi il feudo di Castelmonardo (con i casali tra cui Monterosso) passò a suo figlio Giovan Francesco e poi al figlio di quest'ultimo Antonio che fu l'ultimo Delle Trezze a detenere Castelmonardo in quanto ne fu spodestato per ribellione. Dopo un breve periodo, durante il quale la baronia fu tenuta dal barone di Briatico Ferrante Bisbal, venne definitivamente in possesso dei Pignatelli di Monteleone (1534) che la tennero fino all'eversione della feudalità.
Nel 1544 il paese venne gravemente danneggiato dal terremoto. 
Durante XVII sec., si diffuse la lavorazione della seta e del lino e venne costruita una filanda di cui rimangono pochi avanzi. 
Il secolo del barocco fu anche segnato da un susseguirsi catastrofico di calamità naturali; diversi e devastanti furono i sommovimenti tellurici. Nel 1620 fu investito da una gelata di grandi proporzioni. 
Secondo un aneddoto, una pariglia di 20 buoi riuscì ad attraversare il fiume Angitola completamente ghiacciato. Nell'estate del 1625 fu la volta di una terribile siccità, che compromise il raccolto.
Il terremoto del 1783 rase al suolo tutte le case di Monterosso; la chiesa dell'Addolorata, i conventi dei camaldolesi e quello dei carmelitani furono distrutti. 
Le suore del Carmelo riuscirono a sfuggire al forte sisma rifugiandosi nel chiostro, rimasto illeso. Il paese venne ricostruito grazie all'impegno del Duca Pignatelli e ai contributi della Cassa sacra, organo straordinario istituito dai Borbone dopo il terremoto con il compito di requisire i beni della Chiesa di tutta la Calabria Ulteriore e di rivenderli ai privati.
L'ordinamento amministrativo disposto dal generale Championnet nel 1799, lo incluse nel Cantone di Monteleone. Ma durò poco in quanto i sanfedisti, guidati dal Cardinale Ruffo, furono accolti in pompa magna dal clero e dagli abitanti di Monterosso.
La legge promulgata dai francesi il 19 gennaio 1807 ne faceva un Luogo nel Governo di Filadelfia. 
Con il riordino del 4 maggio 1811 divenne Capo di Circondario comprendente i Comuni di Filadelfia, Francavilla Angitola, Polia, Capistrano, San Nicola da Crissa e Vallelonga.
Durante i moti Risorgimentali massiccia fu l'adesione dei monterossini alla causa unitaria.
Assunse l'attuale denominazione di "Monterosso Calabro" nel 1863 con il riassetto amministrativo intervenuto in seguito all'Unità d'Italia.
Agli inizi del XX secolo, il terremoto dell'8 settembre 1905 causò molti danni: crollarono il campanile della chiesa del Santissimo Sacramento e le chiese dedicate alla Madonna del Soccorso e all'Addolorata. 
Esattamente vent'anni dopo un altro sisma colpì il borgo.
Nel 1939 la "Società Talco e Grafite Val Chisone" di Pinerolo impiantò le strutture per lo sfruttamento delle miniere di grafite e bauxite impiegando centinaia di minatori locali che ogni mattina si recavano al lavoro con le biciclette Frejus fornite dalla ditta. 
Il 31 ottobre 1948 la Società Val Chisone interruppe l'attività estrattiva. 
Ancora visibile oggi il vecchio deposito di grafite.
Nel 1992 è tra i 50 comuni che passano dalla provincia di Catanzaro alla neoistituita provincia di Vibo Valentia.
Nel dicembre 2016, secondo un’indagine stilata da Skyscanner, Monterosso Calabro è risultato tra i 20 paesi più belli d'Italia.

## Monumenti e luoghi d'interesse
- Museo della Civiltà Contadina ed Artigiana della Calabria - Filanda Massara
- Museo Multimediale delle Serre Calabresi - Filanda Massara
- Chiesa di Maria del SS. Soccorso
- Chiesa Maria SS. del Rosario
- Chiesa di Maria SS. del Carmelo
- Ruderi Chiesa dell'Addolorata (Condolima)
- Scala dei leoni
- Torre d'avvistamento normanna
- Area di archeologia industriale ex Miniera
- Palazzo Aceti
- Palazzo Basile
- Palazzo Massara
- Palazzo Polia
- Via dei Mulini e dei Frantoi ad acqua
- Statua Bronzea al Milite Ignoto
- Piazza Arnoldo Farina

### Museo
A Monterosso Calabro ha sede il "Museo della Civiltà Contadina ed Artigiana della Calabria", ospitato nella Filanda Massara ora di proprietà del Comune. Fondato nel 1983, espone nelle sue sale numerosi strumenti e attrezzi da lavoro legati alla vita agricola ed artigiana del piccolo centro oltre a diversi contributi che riprendono le tradizioni lavorative rurali ed artigianali di altre aree della Calabria. È suddiviso in sezioni tematiche: arte contadina, tessile, terracotta, legno, ferro e costume.                                        È gemellato con i musei di Gaville-Figline Valdarno, Alagna Val Sesia, Casore del Monte e Vigo di Fassa.

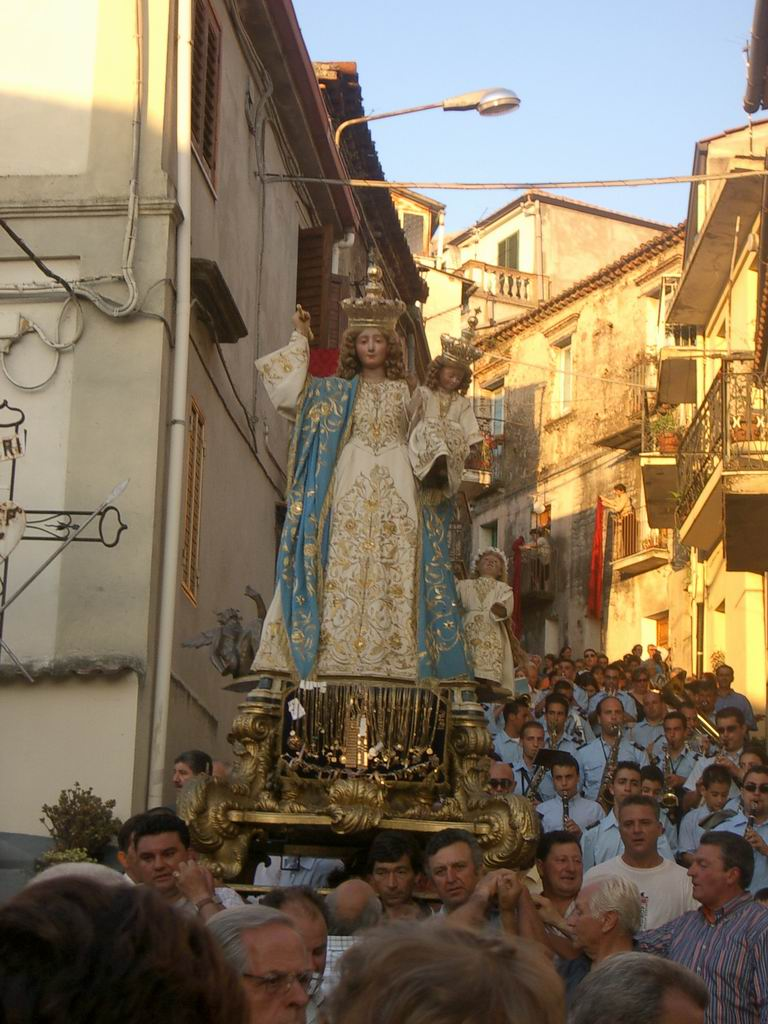
Processione Madonna del Soccorso

## Società

### Evoluzione demografica
Abitanti censiti

## Economia
L'economia del paese, oggi, è costituita principalmente dall'allevamento suino, ovino e caprino, per la produzione di insaccati locali e formaggi a pasta dura e molle, oltre alla coltivazione di viti, olivi e pomodori, da cui si ricavano passate, salse, vini e olio. In piccola quantità troviamo l'artigianato, in particolar modo quello del legno e dell'argilla, che in tempi passati aveva un ruolo di fondamentale importanza e quindi fonte di ricavo economico. Fino alla seconda metà del Novecento, Monterosso Calabro era rinomato in tutto il circondario per la sua miniera di grafite, che dava lavoro a tantissimi cittadini dei paesi limitrofi. Venivano spesso messe a disposizione delle biciclette che facilitavano l'arrivo al punto, situato nella zona montana. Dopo la definitiva chiusura e conseguente abbandono della miniera, l'arte della grafite è scomparsa, ma, dal 2018, l'Amministrazione Comunale cerca di ridare valore a quest'ultima, finendo su giornali e televisioni e, lanciando un brand di magliette, alla settimana della Moda a Milano, nel Teatro della Scala, vince il Green Carpet Fashion Awards, comunemente considerato il "premio Oscar" per la Moda Sostenibile.

## Infrastrutture e trasporti
Il paese è attraversato dalle strade provinciali 46 e 47.

## Amministrazione
| Periodo           | Periodo           | Primo cittadino               | Partito                              | Carica                    | Note |
| ----------------- | ----------------- | ----------------------------- | ------------------------------------ | ------------------------- | ---- |
| 12 giugno 1994    | 24 maggio 1998    | Elisabetta Maria La Grotteria | lista civica                         | sindaco                   |      |
| 24 maggio 1998    | 27 maggio 2002    | Domenico Ubaldo Galati        | lista civica                         | sindaco                   |      |
| 27 maggio 2002    | 28 maggio 2007    | Domenico Ubaldo Galati        | lista civica                         | sindaco                   |      |
| 28 maggio 2007    | 12 luglio 2009    | Ercole Massara                | lista civica di centro-destra        | sindaco                   |      |
| 12 luglio 2009    | 29 marzo 2010     |                               |                                      | commissario straordinario |      |
| 29 marzo 2010     | 31 maggio 2015    | Ercole Massara                | lista civica                         | sindaco                   |      |
| 31 maggio 2015    | 21 settembre 2020 | Antonio Giacomo Lampasi       | lista civica Riaccendiamo Monterosso | sindaco                   |      |
| 21 settembre 2020 | in carica         | Antonio Giacomo Lampasi       | lista civica Monterosso nel cuore    | sindaco                   |      |